# Molly Make-Believe (film)
Molly Make-Believe è un film muto del 1916 diretto da J. Searle Dawley. Interpretato da Marguerite Clark, il film è un adattamento per lo schermo di un popolare romanzo dell'epoca di Eleanor Hallowell Abbott.

## Trama
Molly, per mantenersi insieme al fratellino, lavora come scrivano in un'agenzia dove chi vuole può chiedere di avere un corrispondente, una sorta di amico di penna. Uno dei primi sottoscrittori è Carl Stanton, un uomo molto ricco ma infelice, perché la sua fidanzata del Sud, Cornelia Bartlett, non gli manda mai una lettera. Molly è incaricata di scrivergli al posto di Cornelia e tra i due inizia una fitta corrispondenza. Un giorno arriva finalmente una lettera di Cornelia ma solo per annunciargli che vuole rompere il loro fidanzamento. Carl, allora, vuole conoscere la sua corrispondente: Molly è esattamente come lui se l'era sempre immaginata, così lui non ha alcun dubbio e la chiede subito in moglie.

## Produzione
Il film fu prodotto dalla Famous Players Film Company.

## Distribuzione
Distribuito dalla Famous Players-Lasky Corporation e Paramount Pictures, il film uscì nelle sale cinematografiche USA il 16 aprile 1916.